# ¡Ciudadanos! Durante los bombardeos, este lado de la calle es el más peligroso

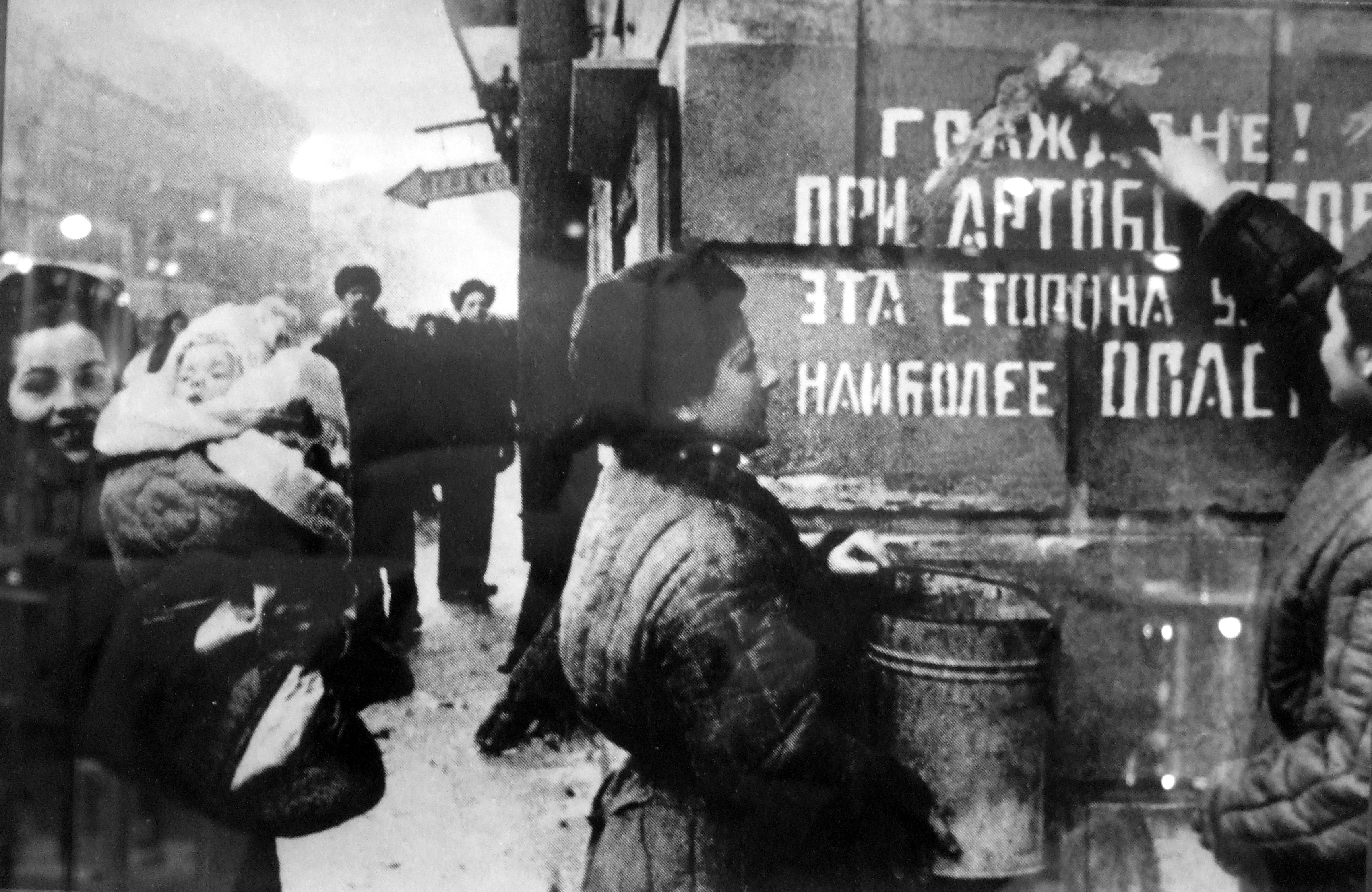
Leningrado, 1944. Los ciudadanos celebran el fin del asedio borrando la advertencia «¡Ciudadanos! Durante los bombardeos, este lado de la calle es el más peligroso».

«¡Ciudadanos! Durante los bombardeos, este lado de la calle es el más peligroso» (en ruso: Граждане! При артобстреле эта сторона улицы наиболее опасна, romanizado: Grazhdane! Pri artobstrele eta storona ulitsy naiboleye opasna) fue un mensaje de advertencia pública que apareció en numerosas calles de Leningrado durante el sitio de la ciudad en la Segunda Guerra Mundial.
Las advertencias estaban grabadas a los lados de las calles donde los transeúntes eran más vulnerables a los proyectiles de artillería disparados desde las posiciones alemanas al sur de la ciudad. Los alemanes dispararon decenas de miles de proyectiles contra la ciudad durante el asedio, matando e hiriendo a muchos de sus habitantes. Con el levantamiento definitivo del asedio en 1944 y la retirada de los alemanes, pasó el peligro del bombardeo de artillería y se retiraron las señales de advertencia de las paredes. Sin embargo, se habían convertido en un poderoso recuerdo y en un símbolo de los peligros a los que se habían enfrentado los habitantes de la ciudad durante la guerra. El poeta Mijaíl Dudin hizo referencia a ellos en sus poemas y encabezó una iniciativa para recrear el letrero en un edificio en la avenida Nevski. Iba acompañado de una placa conmemorativa en homenaje a la valentía de los habitantes de la ciudad durante el asedio. Durante la década siguiente, la inscripción se recreó varias veces, con las placas que la acompañan, que se han convertido de facto en monumentos de guerra, descritos en ocasiones como los «monumentos más famosos de la época del bloqueo». A pesar de esto, ocasionalmente han sido objeto de vandalismo o robo. La redacción también se ha modificado para su uso como una declaración política.

## Bombardeos de artillería

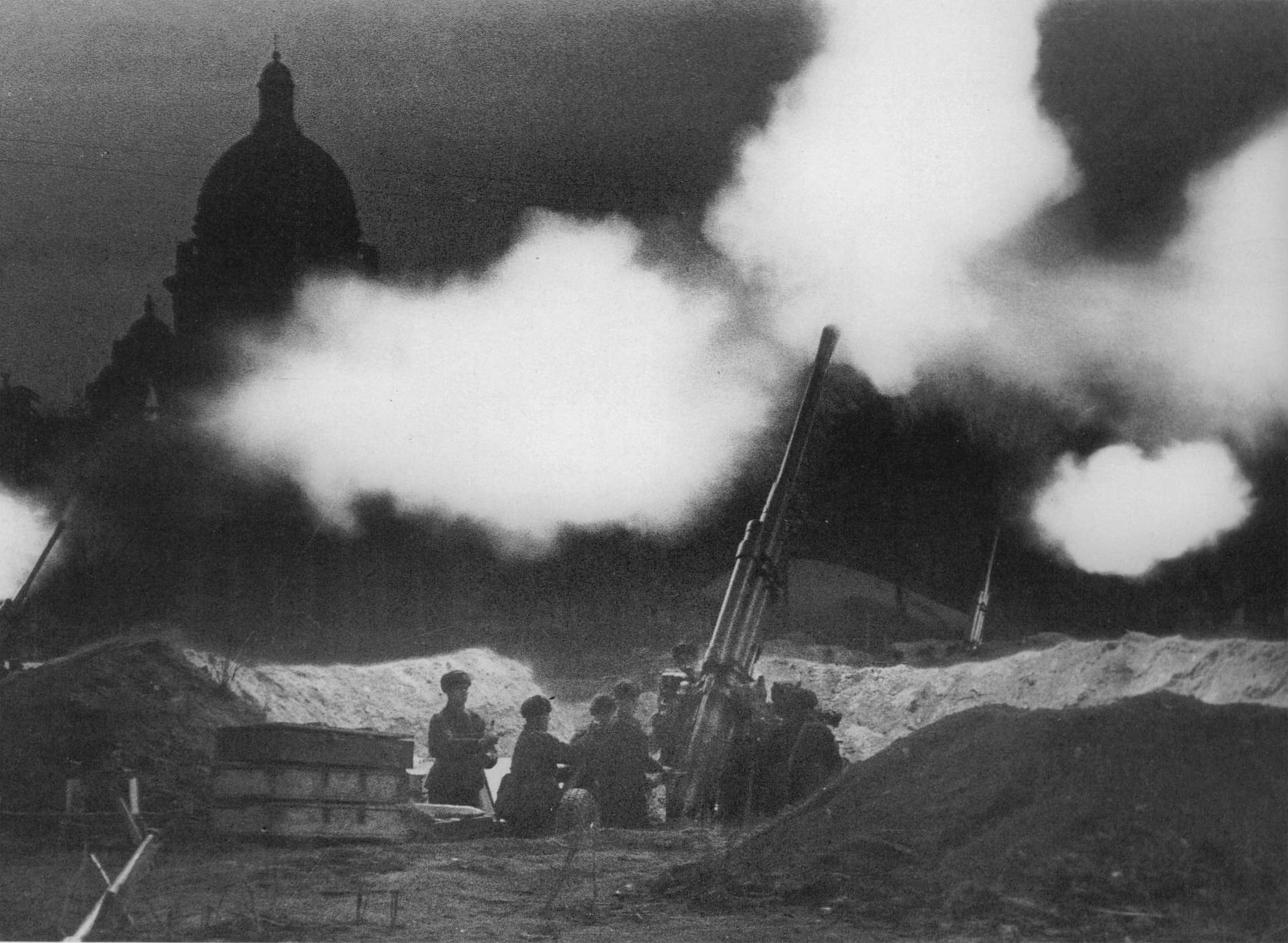
Cañones antiaéreos soviéticos en acción durante la defensa de la ciudad

Las fuerzas alemanas habían completado en gran medida su cerco de Leningrado el 8 de septiembre de 1941. Las fuerzas finlandesas llegaron al río Svir, a unos 160 kilómetros al noreste de la ciudad, pero resistieron la presión de los alemanes para avanzar más e hicieron poco más que mantener sus líneas durante los años del asedio. El bombardeo de artillería de la ciudad comenzó el 4 de septiembre de 1941 y duró hasta el 22 de enero de 1944. En ocasiones, la ciudad pasó más de 18 horas al día bajo un continuo bombardeo, siendo el día más largo el 17 de septiembre de 1941, cuando el bombardeo duró 18 horas y 33 minutos. Entre el 4 de septiembre y el 31 de diciembre de 1941 se dispararon unos 13 000 proyectiles contra la ciudad, y otros 21 000 al año siguiente. Entre septiembre de 1941 y diciembre de 1943, el bombardeo mató a 5723 civiles e hirió a 20 507.

## Advertencias en tiempos de guerra
Las inscripciones estarcidas aparecieron en los lados norte y noreste de numerosas calles de Leningrado, mientras la ciudad era bombardeada por la artillería alemana de largo alcance desde lal alturas de Púlkovo al sur y la región de Strelna al suroeste. Las regiones al norte de la ciudad fueron ocupadas por tropas finlandesas, que resistieron la presión alemana de bombardear la ciudad. La advertencia también apareció en Kronstadt, esta vez en los lados suroeste de las calles, donde el peligro provenía de los proyectiles alemanes disparados desde Peterhof. Las inscripciones en el lado norte de la avenida Nevski fueron hechas por tres miembros de la organización local de defensa antiaérea (Tatiana Kotova, Anastasia Pashkina y Lyubov Gerasimova). En una entrevista en 2003, Gerasimova recordó: «El comandante me dio un bote de pintura medio lleno, un pincel y una plantilla. Pero no puedes hacer esta tarea sola: la plantilla es grande, dura, debe presionarse firmemente contra la pared para que la pintura no se corra, y desperté a Tania y nos fuimos. La pintura era marrón rojiza, bueno, así se pintan los pisos». Las advertencias se convirtieron en un símbolo de los peligros a los que se enfrentaban los ciudadanos de Leningrado durante el asedio. El poema de Mijaíll Dudin «La balada de Raven Mountain» incluía las líneas: «Nevsky estaba lleno de inscripciones, cada pared gritaba: "¡Atención! ¡durante los bombardeos, este lado es peligroso!»

## Monumentos de posguerra

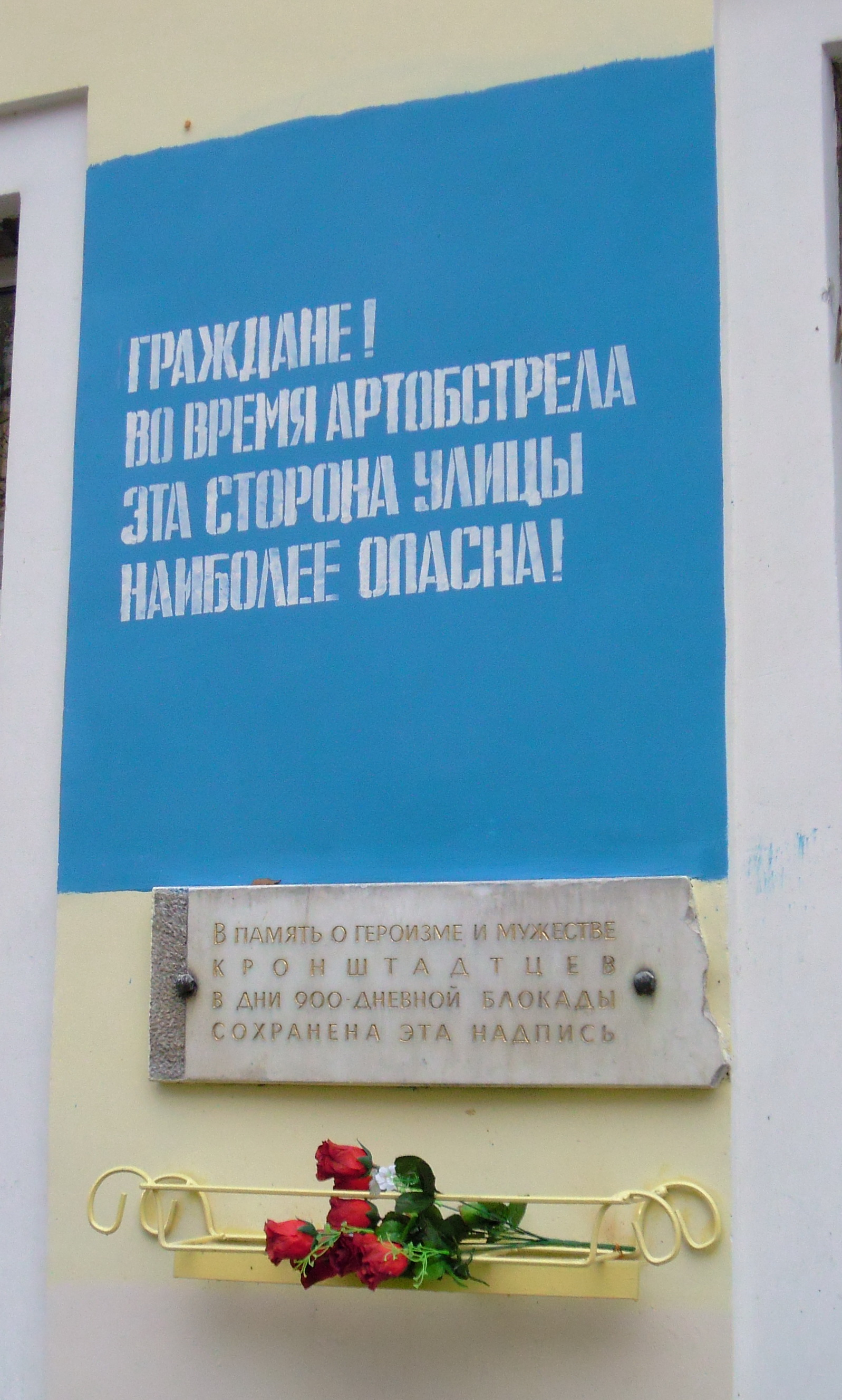
Calle Ammerman, Número 25

Las advertencias desaparecieron gradualmente de los muros de Leningrado después de la guerra. En 1962, la inscripción se recreó en el edificio escolar N.º 210 en la avenida Nevsky Prospect por iniciativa del poeta Mijaíl Dudin. Fue acompañado por una placa conmemorativa del arquitecto V. D. Popov. Durante los años siguientes, se recrearon varios otros casos de la inscripción en otros lugares de la ciudad, incluido uno en la Casa de los Especialistas en el n.º 61 de la avenida Lesnoy Prospect, en 1968, y en la Casa Número 7 en la Isla Vasílievski en 1969. La inscripción también se encuentra en la isla Kronstadt, habiendo sido restaurada en 1973 en el número 17/14 y el número 25. En cada caso, las inscripciones actuales son en letras blancas estarcidas sobre un fondo azul. Los ejemplos de Kronstadt difieren ligeramente de los del continente, y se leen en ruso como Граждане! Во время артобстрела эта сторона улицы наиболее опасна a diferencia de Граждане! При артобстреле эта сторона улицы наиболее опасна, aunque con el mismo significado y traducción.
Cada instancia va acompañada de una placa conmemorativa de A. I. Ivanov y R. I. Gehlershtein, que copió el original de Popov. Estos cuentan con el texto «Se conserva esta inscripción, en memoria del heroísmo y el coraje de los habitantes de Leningrado durante el asedio de 900 días de la ciudad» (en ruso, в память о героизме и мужестве ленинградцев в дни 900-дневной блокады города сохранена эта надпись). El texto de las placas conmemorativas en Kronstadt difiere ligeramente: «Se conserva esta inscripción, en memoria del heroísmo y el coraje de los habitantes de Kronstadt durante los días del bloqueo de 900 días» (en ruso, блокады сохранена эта надпись). La agencia de noticias rusa Interfax los ha llamado los «monumentos más famosos de la época del bloqueo». Con frecuencia son el sitio de conmemoraciones del asedio, y en enero de 2019, el gobernador de San Petersburgo, Alexander Beglov, depositó flores en la inscripción en Nevsky Prospect.
Las inscripciones han sido ocasionalmente objeto de vandalismo. En septiembre de 2018, la placa conmemorativa que acompaña a la inscripción en la línea 22, número 7, fue robada durante las obras de renovación. En noviembre de 2018, la inscripción en la avenida Nevsky Prospect fue embadurnada con pintura blanca. La advertencia también se ha adaptado para su uso como protesta política. En 2010, apareció el lema «¡Ciudadanos! ¡Bajo V.I. Matvienko cualquier lado de la calle es peligrosa para la vida!» (en ruso, ¡Граждане! При В.И. Матвиенко любая сторона улицы опасна для жизни!), criticando a la gobernadora de San Petersburgo Valentina Matviyenko por no limpiar las calles de la ciudad de nieve y carámbanos colgantes.

### Inscripciones existentes

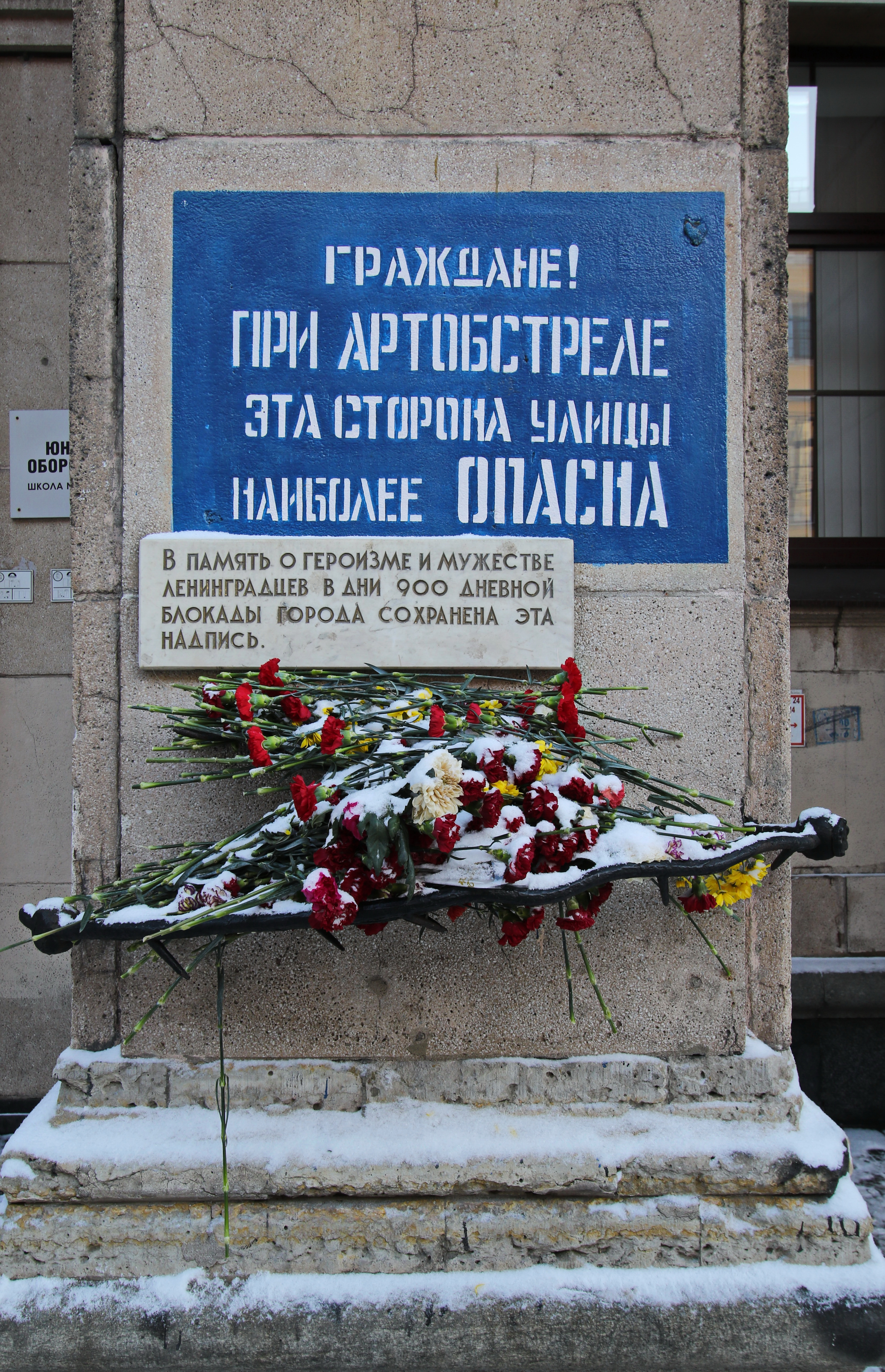
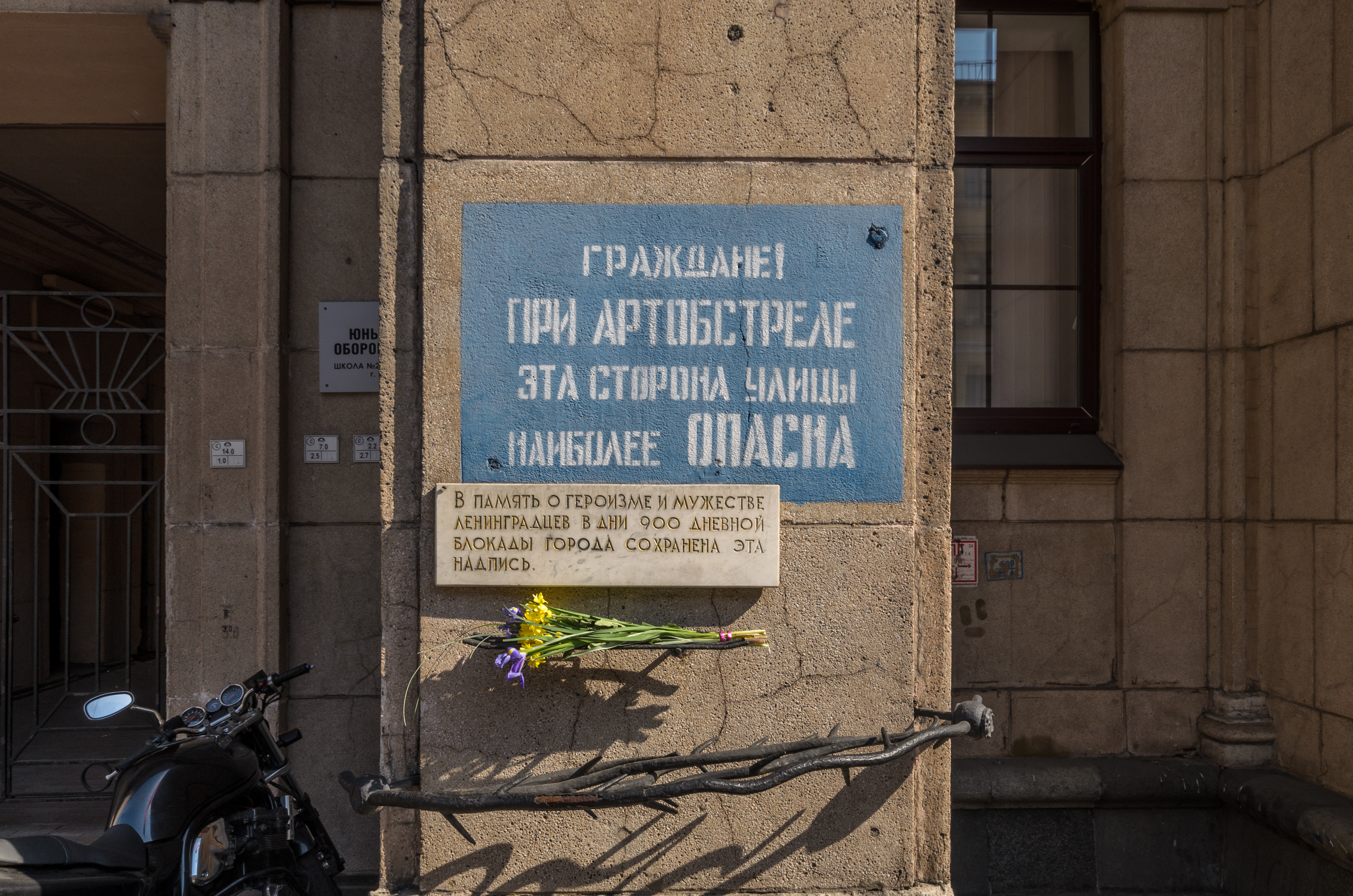
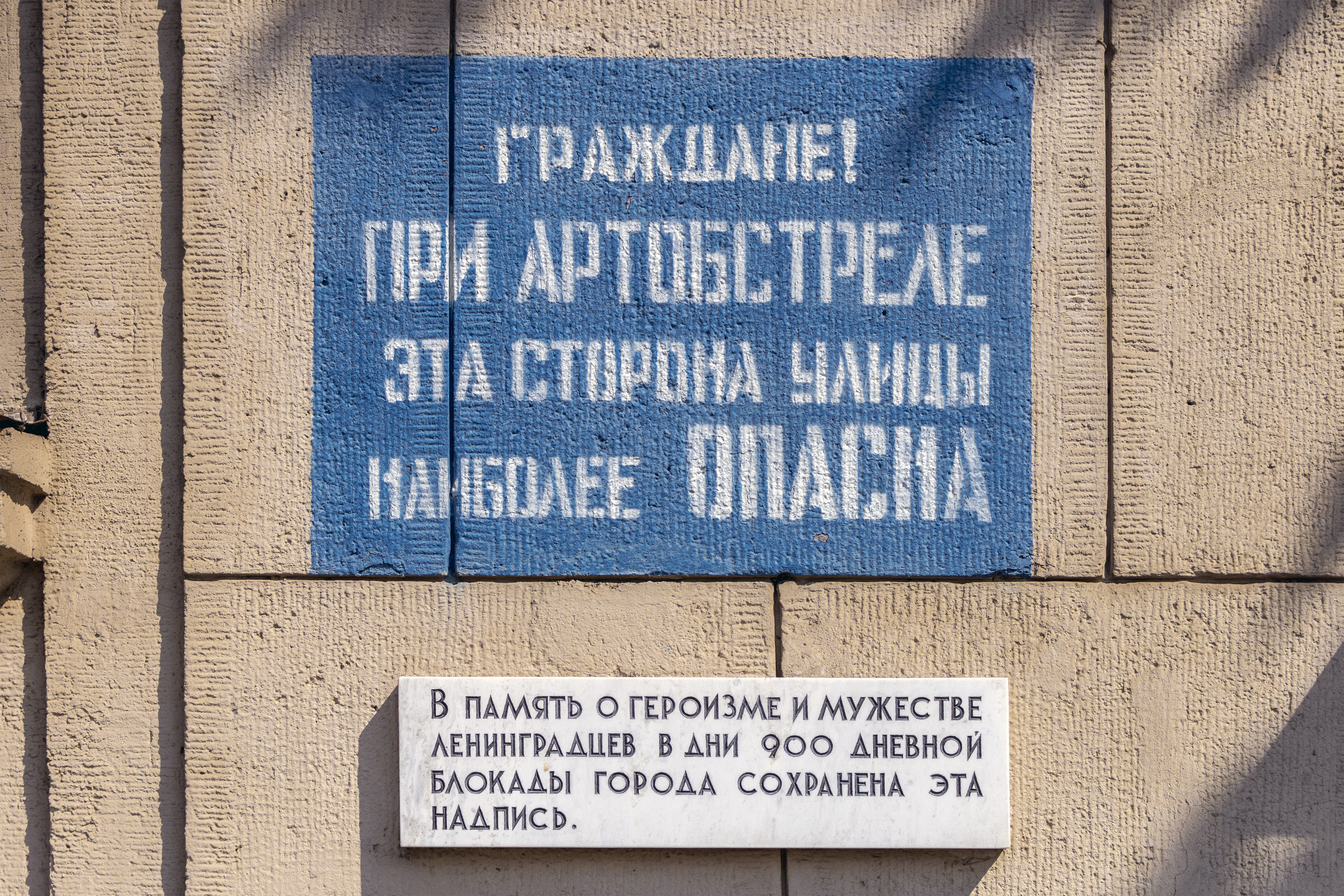
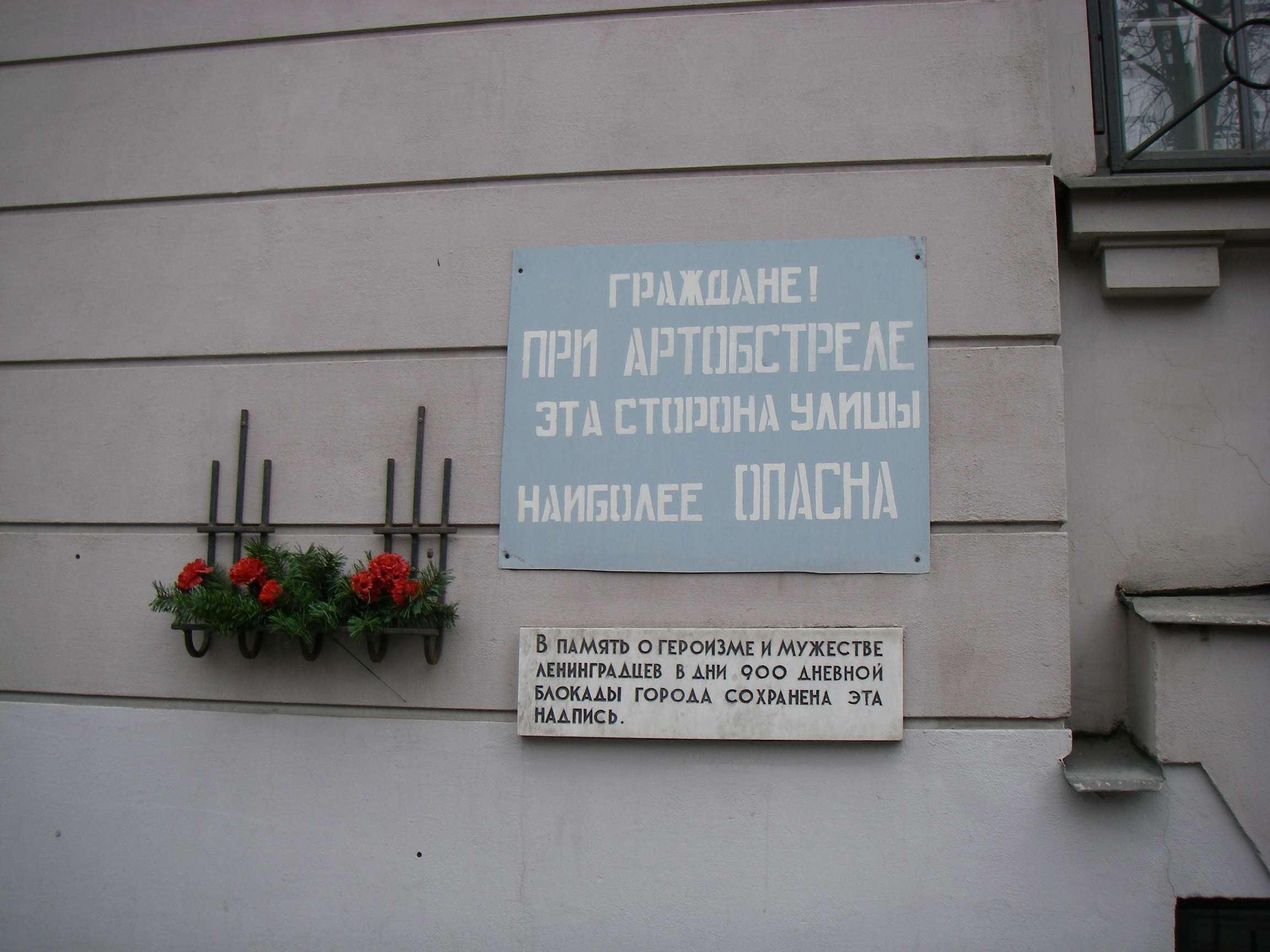